# Warzucha
Warzucha (Cochlearia L.) – rodzaj roślin należący do rodziny kapustowatych. Należy do niego ok. 25 gatunków występujących głównie na półkuli północnej na obszarach o klimacie subarktycznym i umiarkowanym. Do flory Polski należą: warzucha tatrzańska (C. tatrae) i endemiczna warzucha polska (C. polonica), poza tym status zadomowionego antropofita ma warzucha duńska (C. danica), a warzucha lekarska (C. officinalis) występuje w uprawie i jako efemerofit. Niektóre gatunki z tego rodzaju są uprawiane jako rośliny ozdobne i używane do ozdabiania sałatek. Zawierają dużo witaminy C, opisywane są jednak jako niezbyt smaczne. Warzucha lekarska jest rośliną leczniczą – zawiera glikozyd gorczyczny – glikokochlearynę.

## Morfologia
Niskie rośliny jednoroczne i byliny. Liście pojedyncze i zazwyczaj nieklapowane, o kształcie sercowatym lub nerkowatym. Kwiaty promieniste, 4-płatkowe, drobne, białe. Zebrane są zazwyczaj w krótkie grona. Owocem jest krótka łuszczynka.

## Systematyka
Homonimy taksonomiczne
Cochlearia (M. C. Cooke) Lambotte = Aleuria (E. M. Fries) Fuckel
Synonimy
Cochleariopsis Á. Löve & D. Löve, Glaucocochlearia (O. E. Schulz) Pobed., Ionopsidium Rchb., Jonopsidium Rchb., orth. var.
Pozycja systematyczna według APweb (aktualizowany system APG IV z 2016)
Należy do rodziny kapustowatych (Brassicaceae), rzędu kapustowców (Brassicales), kladu różowych (rosids) w obrębie okrytonasiennych (Magnoliophyta).
Pozycja w systemie Reveala (1993-1999)
Gromada okrytonasienne (Magnoliophyta Cronquist), podgromada Magnoliophytina Frohne & U. Jensen ex Reveal, klasa Rosopsida Batsch, podklasa ukęślowe (Dilleniidae Takht. ex Reveal & Tahkt.), nadrząd Capparanae Reveal, rząd kaparowce (Capparales Hutch.), podrząd Capparineae Engl., rodzina kapustowate (Brassicaceae Burnett), plemię Cochlearieae Buchenau, podplemię Cochleariinae Prantl in Engl. & Prantl, rodzaj warzucha (Cochlearia L.).
Wykaz gatunków
- Cochlearia abulensis  (Pau) Pau
- Cochlearia acaulis  Desf.
- Cochlearia aestuaria  (Lloyd) Heywood
- Cochlearia anglica  L.
- Cochlearia aragonensis  Coste & Soulié
- Cochlearia arctica  Schltdl. ex DC.
- Cochlearia aucheri  Boiss.
- Cochlearia bavarica  Vogt
- Cochlearia danica  L. – warzucha duńska
- Cochlearia glastifolia  L.
- Cochlearia groenlandica  L.
- Cochlearia megalosperma  (Maire) Vogt
- Cochlearia micacea  E.S.Marshall
- Cochlearia minutissima  O.E.Schulz
- Cochlearia oblongifolia  DC.
- Cochlearia officinalis  L. – warzucha lekarska
- Cochlearia polonica  A.Fröhl. – warzucha polska
- Cochlearia prolongoi  (Boiss.) Pau
- Cochlearia pyrenaica  DC.
- Cochlearia scotica  Druce
- Cochlearia sempervivum  Boiss. & Balansa
- Cochlearia sessilifolia  Rollins
- Cochlearia sintenisii  Hausskn. ex Bornm.
- Cochlearia tatrae  Borbás – warzucha tatrzańska
- Cochlearia tridactylites  Banks ex DC.
- Cochlearia velutina  DC.
- Cochlearia venusta  Schischk.